# Aeroportul Internațional Lilongwe
Aeroportul Internațional Lilongwe (IATA: LLW, ICAO: FWKI) este un aeroport din Malawi ce deservește zona Lilongwe. Aeroportul a fost tranzitat în 2009 de 296.190 de pasageri. A fost numit după zona deservită.
Situat la o altitudine de 1.230 m, aeroportul dispune de 1 pistă.

## Infrastructură

### Piste
Aeroportul dispune de o singură pistă. Pista are orientarea 14/32.